# Seidensticker (Unternehmen)

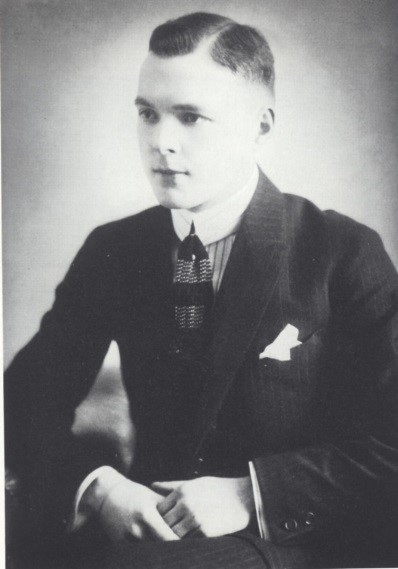
Der Firmengründer Walter Seidensticker sen. im Jahr 1919

Die Textilkontor Walter Seidensticker GmbH & Co. KG ist ein auf die Produktion und den weltweiten Vertrieb von Herrenhemden und Damenblusen spezialisiertes Unternehmen mit Sitz in Bielefeld.

## Geschichte

### Gründerjahre
1919 begann der damals 23-jährige Walter Seidensticker sen. im elterlichen Wohnhaus in Bielefeld mit 5000 geliehenen Goldmark seine erste Hemdenproduktion und erzielte in jenem Jahr einen Umsatz von 70.000 Mark. 1922 beschäftigte er im ersten gewerblichen Nähsaal 150 Näherinnen. 1930 führte er die ersten Taktfließbänder in der Produktion von Bekleidung ein und gehört damit zu den Pionieren der arbeitsteiligen Fertigung. 

### Nationalsozialismus und Zweiter Weltkrieg
Walter Seidensticker war NSDAP-Mitglied und während der NS-Zeit leitend im Fachverband Wäscheindustrie tätig. 1938 wurden erstmals über eine Million Hemden pro Jahr gefertigt. Während des Zweiten Weltkriegs wurde die Produktion auf Arbeitskleidung und Uniformen, unter anderem für Lazaretts, umgestellt und Zwangsarbeiter in der Fabrik eingesetzt. Das Unternehmen wurde vom NS-Regime mit der "Goldenen Fahne" als nationalsozialistischer Musterbetrieb ausgezeichnet.
Der 1934 bezogene Hauptsitz an der Herforder Straße in Bielefeld wurde im Zweiten Weltkrieg durch Bombenangriffe schwer getroffen. Walter Seidensticker kam in Kriegsgefangenschaft, aus der er 1946 entlassen wurde. 

### Nachkriegszeit
Walter Seidensticker wurde im Entnazifizierungsverfahren als "Entlasteter" eingestuft. Nach dem Wiederaufbau erwarb das Unternehmen 1956 die Lizenz „Toplin“ und brachte darunter das erste „bügelfreie“ Baumwoll-Hemd auf dem Markt, das als erstes deutsches Markenhemd galt. Vier Jahre später kam das Nylonhemd „Matchtown“ auf den Markt, wodurch der Jahresumsatz die 100-Millionen-DM-Grenze überschritt. 1962 wurde erfolgreich die Eigenkreation „Londoner Kragen“ eingeführt, der etwas höher war als der übliche Kentkragen. Mitte der 1960er Jahre eröffnete das Unternehmen während der franquistischen Diktatur seinen ersten ausländischen Produktionsstandort in der katalanischen Stadt Tarragona. 1968 wurde die Hemdenmarke „Schwarze Rose“ eingeführt, die erstmals aus dem Polyester-Mischgewebe „Diolen Star“ gefertigt wurde.

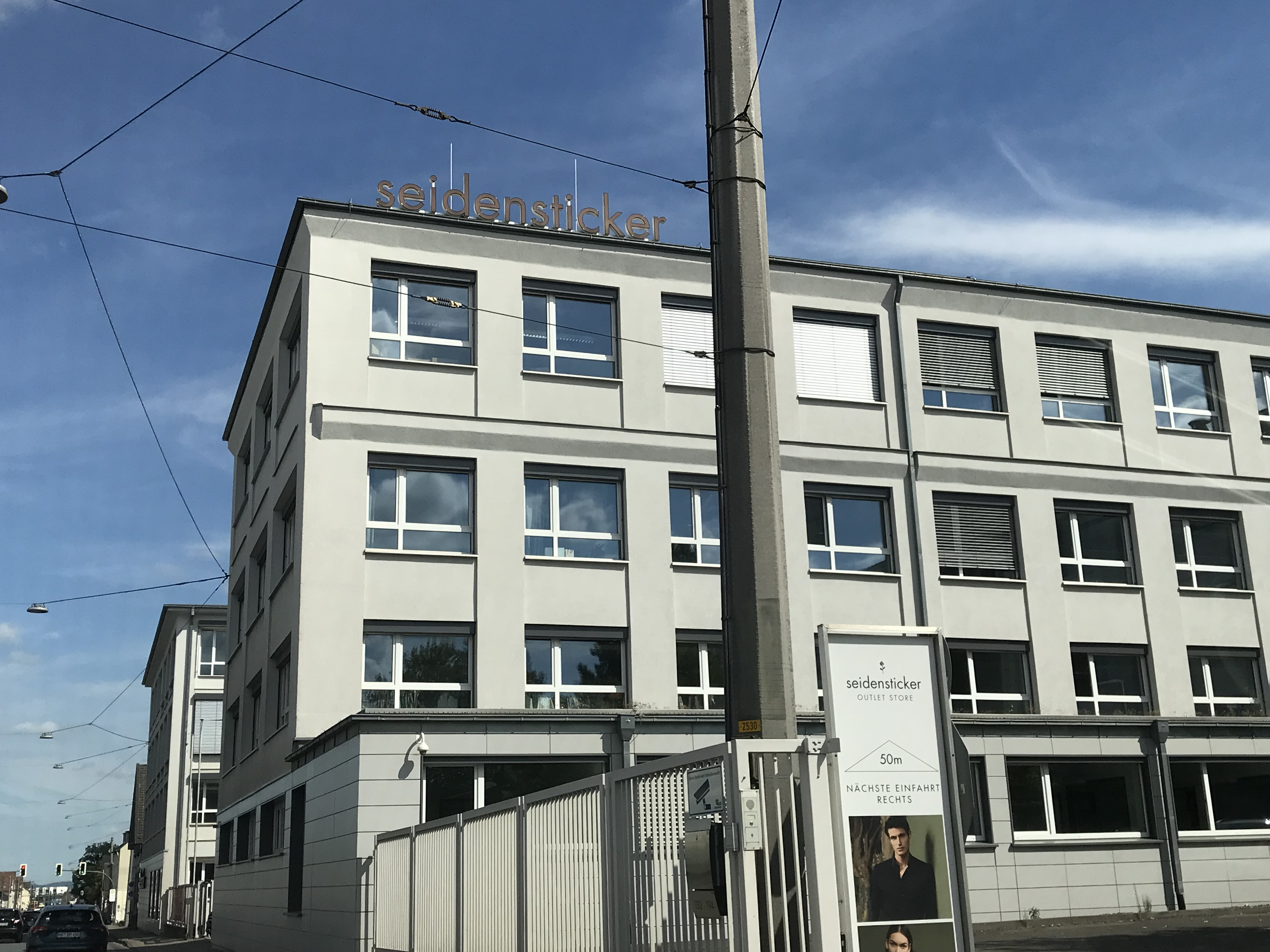
Stammsitz der Firma Seidensticker an der Herforder Straße in Bielefeld

### Generationenwechsel Ende der 1960er Jahre
1969 starb Walter Seidensticker sen., und seine beiden Söhne Gerd († 26. Juni 2017) und Walter Seidensticker jun. († 6. April 2015) übernahmen die Leitung des Unternehmens. Im gleichen Jahr wurde die Marke „Jacques Britt“ eingeführt. Gerd Seidensticker widmete sich vorrangig dem Marketing. Die Produktion wurde ins Ausland verlagert: Seit 1964 bestanden erste Kontakte nach Hongkong, und in den Folgejahren wurde der Aufbau von Produktionsstandorten in Asien vorangetrieben. 1974 wurde die Seidensticker Overseas Ltd. gegründet.

### 2000–2009
Ab 2002 hielt die Seidensticker-Gruppe die Lizenzrechte an der Bekleidungs- und Lifestylemarke „Camel active“. 2004 übertrugen Gerd und Walter Seidensticker die Unternehmensleitung auf ihre Söhne Frank und Gerd Oliver Seidensticker. 2006 wurde ein Herrenhemd der Marke in einem Test der Stiftung Warentest als „mangelhaft“ bewertet.
2007 wurde eine Produktionsstätte in Vietnam eröffnet, in der heute ein Großteil der Hemden hergestellt wird. Außerdem wurde die vertikale Integration des Unternehmens vorangetrieben: Seit 2007 ist das Unternehmen im Einzelhandel mit eigenen Läden im In- und Ausland vertreten und deckt in der Wertschöpfungskette die Arbeitsbereiche Entwicklung und Design, Rohstoffbeschaffung, Produktion, Logistik und Handel ab.

### 2010 bis heute
Im Jahr 2012 platzierte das Unternehmen eine Anleihe mit einem Volumen von 30 Millionen Euro an der Börse Düsseldorf. Im selben Jahr erwarb die Unternehmensgruppe die Lizenz für die amerikanische Marke „Arrow“. 2014 eröffnete Seidensticker eine weitere Fertigungsstätte in Indonesien: In Semarang produzieren 400 Mitarbeiter Businesshemden für den internationalen Markt. Anfang 2017 stellte das Unternehmen die Marken „Uno Super Slim“, „Schwarze Rose“ und „Splendesto“ ein. Die Marke tritt seitdem ausschließlich unter dem Eigennamen auf.
Im Februar 2019 wurde bekannt, dass Seidensticker 120 Arbeitsplätze in der Unternehmenszentrale in Bielefeld abbauen und die Logistik auslagern will. Außerdem sollten vier Ladengeschäfte der Firma in Deutschland geschlossen werden. Ferner wurden die CMLC (Camel Active Master License Corporation) GmbH und die Dornbusch & Co. GmbH nicht mehr weiter von Seidensticker betrieben, weil die Masterlizenz der Marke „Camel Active“ 2020 an die Bültel Bekleidungswerke GmbH weitergegeben wurde.

## Produkte und Marken
„Seidensticker“ ist die Hauptmarke des Unternehmens für Hemden, Herren-Accessoires und Damenoberbekleidung. Die „Schwarze Rose“ ist das Markenzeichen und Signet der Marke. Zusätzlich wurden unter dem Label „Jacques Britt“ Herrenhemden, Damenblusen und ebenfalls Accessoires verkauft.
Von 2002 bis 2019 besaß Seidensticker die Markenrechte an „Camel active“ für Sportbekleidung, Leder, Taschen, Schuhe, Sonnenbrillen, Uhren, Tagwäsche und Accessoires. Anfang 2020 ging diese Lizenz vollständig an die Bültel-Gruppe mit Sitz in Salzbergen über.

## Unternehmensdaten
Seidensticker erzielte im Geschäftsjahr 2015/2016 Gesamterlöse von 203 Mio. Euro (Vorjahr: 205 Mio. Euro). Mit 2.231 Mitarbeitern an 15 Standorten produziert das Unternehmen jährlich über 13 Mio. Teile, die in über 80 Länder weltweit vertrieben werden. Dies entspricht einer Exportquote von 43 %.
Die Seidensticker-Gruppe vertreibt ihre Produkte über Handelspartner sowie im eigenen Einzelhandel. Derzeit führt die Gruppe 44 Ladengeschäfte im In- und Ausland.
Bis heute befindet sich das Bielefelder Unternehmen zu 100 % in Familienbesitz. Die geschäftsführenden Gesellschafter Frank und Gerd Oliver Seidensticker leiten die Gruppe seit 2014 gemeinsam mit Silvia Bentzinger, Marc Barrantes und Horst Gersmeyer.